# Ефимов, Сергей Васильевич
Сергей Васильевич Ефимов (27 сентября 1915, Арзамасский район — 31 марта 1997) — советский хозяйственный, государственный и политический деятель.

## Биография
Родился в 1915 году в селе Стрелка. Член ВКП(б) с 1944 года.
С 1933 года — на хозяйственной, общественной и политической работе. В 1933—1980 гг. — слесарь, учитель средней школы, участник Великой Отечественной войны, аэромеханик ОКБ завода им. Серго Орджоникидзе, старший конструктор, заместитель начальника политотдела, секретарь парткома, парторг ЦК КПСС на машиностроительном заводе, первый секретарь Сормовского райкома КПСС города Горького, заведующий отделом оборонной промышленности Горьковского обкома КПСС, второй секретарь Горьковского обкома КПСС.
Избирался депутатом Верховного Совета РСФСР 8-го и 9-го созывов. Делегат XX, XXIV и XXV съездов КПСС.
В 1985 году награждён орденом Отечественной войны II степени.
Умер в Нижнем Новгороде в 1997 году. Похоронен на Красном кладбище.